# Římskokatolická farnost Šardice
Římskokatolická farnost Šardice je územní společenství římských katolíků s farním kostelem svatého Michaela archanděla v děkanství hodonínském. Do farnosti patří obce Šardice a Karlín

## Historie farnosti
Vznik šardické farnosti se datuje ode dne 6. února 1286. Tehdy byla vydána první písemná zmínka o obci Šardice, a to rozhodčí listina olomouckého biskupa Dětřicha o zřízení šardické farnosti.

## Duchovní správci
Od 1. 3. 1907-31. 12. 1922 byl farářem  P. František Serafínský Dohnal (1876-1956), vysvěcen 1900. V té době byl i starostou Orla, od r. 1912 vedl i místní záložnu. Administrátorem excurrendo od srpna 1998 do července 2014 byl R. D. Mgr. František Alexa. Od 1. srpna 2014 byl farářem ustanoven R. D. Mgr. Miroslav Sedlák. Toho k 1. srpnu 2019 vystřídal D. ThLic. ICLic. Maximilián Vladimír Filo, OPraem.

## Bohoslužby

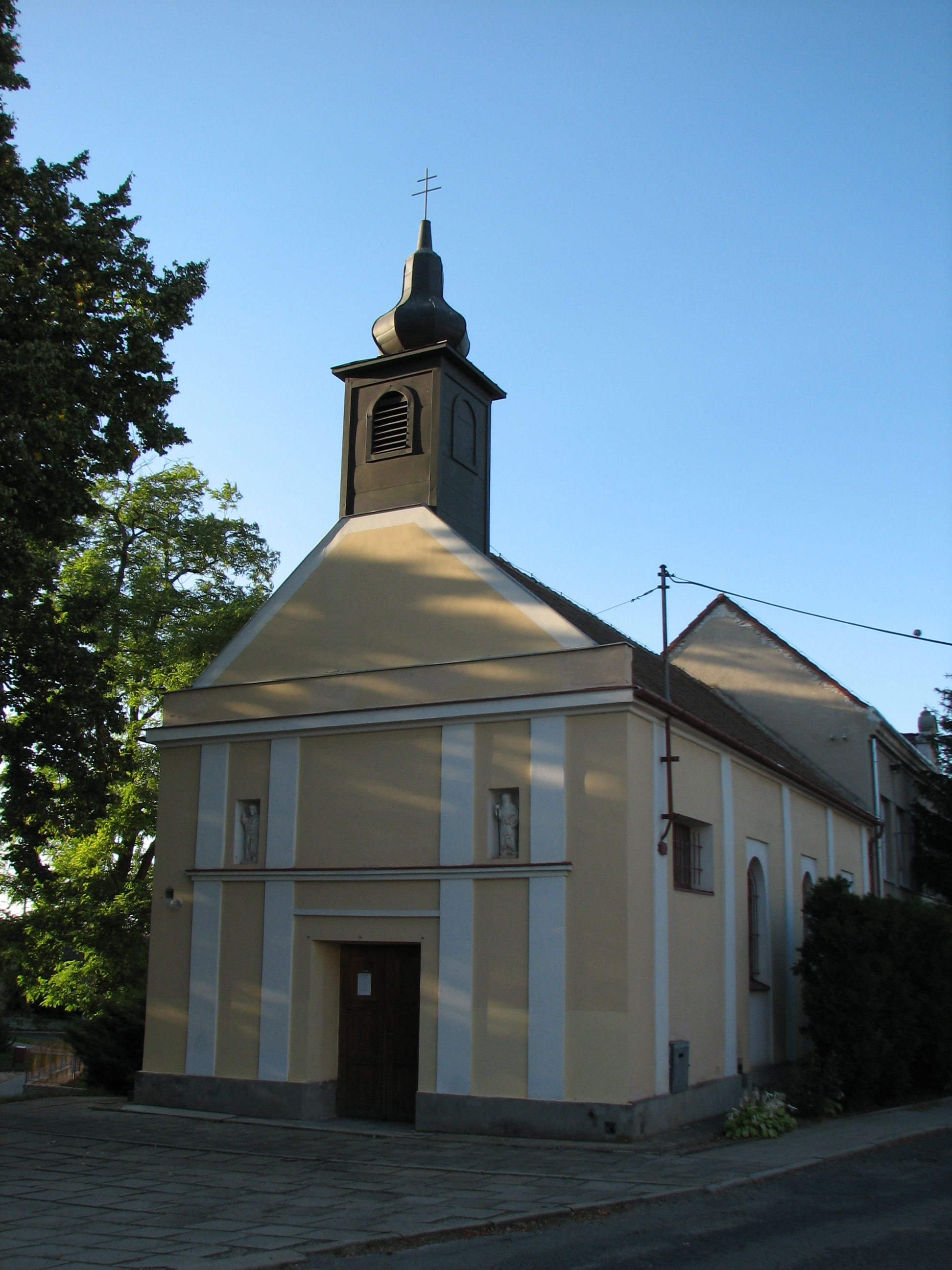
Kaple sv. Karla Boromejského v Karlíně

| Kostel                             | Místo   | Bohoslužba (den) | Hodina                                         | Poznámka     |
| ---------------------------------- | ------- | ---------------- | ---------------------------------------------- | ------------ |
| kostel svatého Michaela archanděla | Šardice | neděle sobota    | 9.00 18.00 (zimní období)/19.00 (letní období) | Farní kostel |
| Kaple svatého Karla Boromejského   | Karlín  | neděle           | 8.00                                           | kaple        |

## Aktivity ve farnosti
Na 1. březen připadá Den vzájemných modliteb farností za bohoslovce a bohoslovců za farnosti brněnské diecéze. Adorační den se koná 16. srpna. V roce 2014 se farnost zapojila do projektu Noc kostelů.
Ve farnosti se pravidelně pořádá tříkrálová sbírka. V roce 2016 se při sbírce vybralo v Šardicích 33 204 korun, v Karlíně 6 000 korun. 